# Coupe de la Ligue
La Coupe de la Ligue (in italiano Coppa di Lega) è stata la seconda coppa calcistica francese. Assegnata dalla Ligue de Football Professionnel (LFP), la competizione era riservata alle squadre di Ligue 1 e Ligue 2 e aperta alle migliori formazioni dello Championnat National.
Ispirata alla Coppa di Lega inglese, la vincitrice della Coupe de la Ligue otteneva un posto di diritto al secondo turno preliminare di Europa League. La manifestazione non va confusa con la Coupe de France, organizzata dalla Federazione calcistica della Francia (FFF) e pertanto aperta a tutte le squadre calcistiche (professionistiche e non) francesi.
La prima edizione di Coupe de la Ligue si è svolta nel 1995. Il record di titoli vinti appartiene al Paris Saint-Germain che ha conquistato la coppa nove volte, stabilendo anche il primato di cinque affermazioni consecutive tra il 2014 e il 2018 ed è stato anche l'ultimo vincitore.
Nel 2019 la LFP ha annunciato la sospensione della competizione al termine dell'edizione 2019-2020, riservandosi comunque la possibilità di ripristinarla in futuro.

## Storia

### Le origini
Una prima Coppa di Lega francese ebbe luogo tra il 1963 e il 1965, quando vennero disputate due edizioni di un torneo molto simile alla Coupe de la Ligue definitiva, vinte rispettivamente da Strasburgo e Nantes. L'obiettivo era riempire il calendario agonistico, consentendo anche all'allora Division 2 di beneficiare di ulteriori entrate in un periodo finanziario poco florido. Inoltre, il formato della Coppa Charles Drago stava perdendo di interesse e serviva un nuovo torneo.
Un secondo torneo, chiamato Coupe d'été ("Coppa dell'estate"), fu disputato tra il 1982 e il 1994 a cadenza irregolare. Si trattava appunto di una competizione estiva in cui molti dei club più blasonati tendevano a schierare giocatori del settore giovanile. Delle sei edizioni di Coupe d'été disputate, due sono state vinte dal Laval e una a testa da Metz, Stade Reims, Montpellier e Lens. Le riforme del calcio francese a metà degli anni Novanta, spinte dall'allora presidente della LFP Noël Le Graët, hanno reso la Coupe d'été obsoleta.
Nessuna di queste due manifestazioni, precursori della Coupe de la Ligue, è riconosciuta ufficialmente dalla LFP.

### Anni Novanta
La prima edizione della Coupe de la Ligue ebbe luogo nella stagione sportiva 1994-1995. A conquistare il trofeo fu il Paris Saint-Germain, uscito vincitore dalla finale contro il Bastia disputata nel proprio stadio. Il Parco dei Principi fu teatro anche dell'atto conclusivo delle due edizioni seguenti, vinte da Metz e Strasburgo. Dall'edizione 1998 la sede della finale divenne lo Stade de France di Saint-Denis, fresco d'inaugurazione per l'allora Mondiale francese. A vincere in quella stagione fu nuovamente il PSG, seguito l'anno successivo dal Lens.

### Anni Duemila
Il terzo millennio si aprì con l'exploit del Gueugnon che nel 2000, sconfiggendo nell'atto finale il PSG, diventò la prima (e finora) unica squadra di seconda divisione a conquistare la coppa. Nel 2002 l'elezione di Frédéric Thiriez alla presidenza della LFP comportò dei cambiamenti per la Coupe de la Ligue, soprattutto dal punto di vista commerciale. Venne commissionata allo scultore Pablo Reinoso la realizzazione dell'attuale coppa dorata. Nel 2005 lo Strasburgo fu la seconda squadra (dopo il PSG) a raggiungere i due successi, emulato nel 2007 dal Bordeaux. La stagione seguente il PSG ristabilì la propria leadership nella competizione, mettendo in bacheca la sua terza Coppa di Lega, raggiunto nuovamente dai girondini l'anno successivo.

### Anni Duemiladieci
La decade Duemiladieci iniziò con il dominio dell'Olympique Marsiglia, capace di imporsi per tre edizioni consecutive dal 2010 al 2012. Dopo la parentesi del Saint-Étienne, nel 2014 prese il via la striscia record del PSG che vinse la coppa ininterrottamente fino al 2018, salendo a otto coppe vinte in totale e cinque di seguito. La sede della finale, rimasta lo Stade de France fino al 2016, fu variata nel triennio 2017-2019, attingendo ai nuovi stadi costruiti per gli Europei 2016. L'atto conclusivo del torneo venne infatti ospitato dal Parc OL di Lione nel 2017, dal Matmut-Atlantique di Bordeaux nel 2018 e dal Pierre Mauroy di Lilla nel 2019.
Nella stagione 2018-2019 la LFP ha stretto un accordo con la Balkrishna Industries. Quindi, nelle ultime due edizioni la manifestazione ha assunto la denominazione di Coupe de la Ligue BKT.

## Formato
La manifestazione era costituita da sette turni (compresa la finale) a eliminazione diretta e in gara unica. Veniva effettuato un sorteggio per ogni turno, con la prima squadra estratta che giocava l'incontro in casa. Dall'edizione 2016-2017 erano stati aboliti i tempi supplementari e in caso di parità al termine dei regolamentari si accedeva direttamente ai calci di rigore. I supplementari erano rimasti in vigore per la sola finale.
Ai primi due turni eliminatori partecipavano le squadre di Ligue 2 e Championnat National. Nel terzo turno entravano le formazioni di Ligue 1 non teste di serie. Erano considerate teste di serie le squadre che partecipavano alle competizioni europee (Champions League e Europa League), e queste squadre entravano in gioco negli ottavi di finale (corrispondenti al quarto turno eliminatorio).

## Trofei

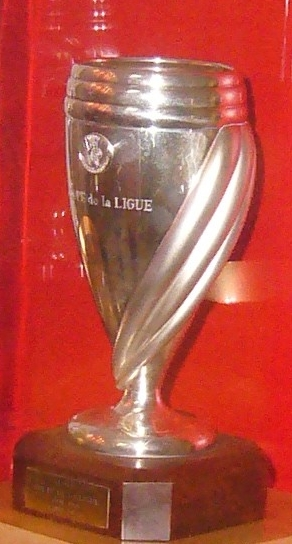
Il primo trofeo della Coupe de la Ligue, assegnato fino al 2002.
Il secondo trofeo della Coupe de la Ligue, assegnato dal 2003.

## Albo d'oro
- 1994-1995  Paris Saint-Germain (1)
- 1995-1996  Metz (1)
- 1996-1997  Strasburgo (1)
- 1997-1998  Paris Saint-Germain (2)
- 1998-1999  Lens (1)
- 1999-2000  Gueugnon (1)
- 2000-2001  Olympique Lione (1)
- 2001-2002  Bordeaux (1)
- 2002-2003  Monaco (1)
- 2003-2004  Sochaux (1)
- 2004-2005  Strasburgo (2)
- 2005-2006  Nancy (1)
- 2006-2007  Bordeaux (2)
- 2007-2008  Paris Saint-Germain (3)
- 2008-2009  Bordeaux (3)
- 2009-2010  Olympique Marsiglia (1)
- 2010-2011  Olympique Marsiglia (2)
- 2011-2012  Olympique Marsiglia (3)
- 2012-2013  Saint-Étienne (1)
- 2013-2014  Paris Saint-Germain (4)
- 2014-2015  Paris Saint-Germain (5)
- 2015-2016  Paris Saint-Germain (6)
- 2016-2017  Paris Saint-Germain (7)
- 2017-2018  Paris Saint-Germain (8)
- 2018-2019  Strasburgo (3)
- 2019-2020  Paris Saint-Germain (9)

## Vittorie per club
| Squadra             | Vittorie | Secondi posti |
| ------------------- | -------- | ------------- |
| Paris Saint-Germain | 9        | 1             |
| Bordeaux            | 3        | 3             |
| Olympique Marsiglia | 3        | 0             |
| Strasburgo          | 3        | 0             |
| Olympique Lione     | 1        | 5             |
| Monaco              | 1        | 3             |
| Metz                | 1        | 1             |
| Sochaux             | 1        | 1             |
| Lens                | 1        | 1             |
| Gueugnon            | 1        | 0             |
| Nancy               | 1        | 0             |
| Saint-Étienne       | 1        | 0             |

## Record e statistiche

### Generali
- Risultato più largo in finale: 4-0 (2008-2009, 2014-2015)
- Maggior numero di gol segnati in finale: 5 (2002-2003, 4-1)
- Minor numero di gol segnati in una finale: 0 (1995-1996, 1996-1997, 2018-2019, 2019-2020, 0-0)
- Edizioni assegnate dopo i tempi supplementari: 2 (2000-2001, 2011-2012)
- Edizioni assegnate dopo i calci di rigore: 6 (1995-1996, 1996-1997, 1997-1998, 2003-2004, 2018-2019, 2019-2020)

### Club
- Record di titoli:  Paris Saint-Germain (9)
- Titoli consecutivi:  Paris Saint-Germain (5)
- Finali raggiunte:  Paris Saint-Germain (10)

### Individuali

#### Giocatore con il maggior numero di vittorie
- Marco Verratti (6)
- Thiago Silva (6)
- Marquinhos (6)

#### Allenatori con il maggior numero di vittorie
- Didier Deschamps (4)

#### Plurimarcatori in finale
- Edinson Cavani (2, 2013-2014 / 2016-2017 / 2017-2018)
- Pauleta (2, 2001-2002)
- Ludovic Giuly (2, 2002-2003)
- Zlatan Ibrahimović (2, 2014-2015)